# AB Волос Вероники
AB Волос Вероники (лат. AB Comae Berenices) — одиночная переменная звезда*** в созвездии Волос Вероники на расстоянии (вычисленном из значения параллакса) приблизительно 38690 световых лет (около 11862 парсек) от Солнца. Видимая звёздная величина звезды — от менее +17m до +14,4m.

## Характеристики
AB Волос Вероники — красная пульсирующая переменная звезда, мирида (M) спектрального класса M. Эффективная температура — около 3840 K.